# Setra S 215 UL
Setra S 215 UL — пригородный автобус, выпускаемый немецкой компанией Setra с 1983 по 1994 год. Вытеснен с конвейера моделью Setra S 315 UL. 

## Описание
Автобус Setra S 215 UL впервые был представлен в 1983 году. Также существовал вариант Setra S 213 UL, значительно отличающийся количеством рядов сидений (13 рядов, у базовой модели на 2 ряда больше).
Автобус Setra S 213 UL проходил испытания в Германии. Они были безуспешны: дороги для автобуса узкие по ширине в связи с наименьшим радиусом поворота.
Модель Setra S 215 UL значительно превосходит своих конкурентов (Mercedes-Benz O407 и MAN SÜ242). Она оснащалась дизельными двигателями внутреннего сгорания производства Daimler-Benz (OM407h; с 1985 года — OM427h) или MAN.